# 雑技

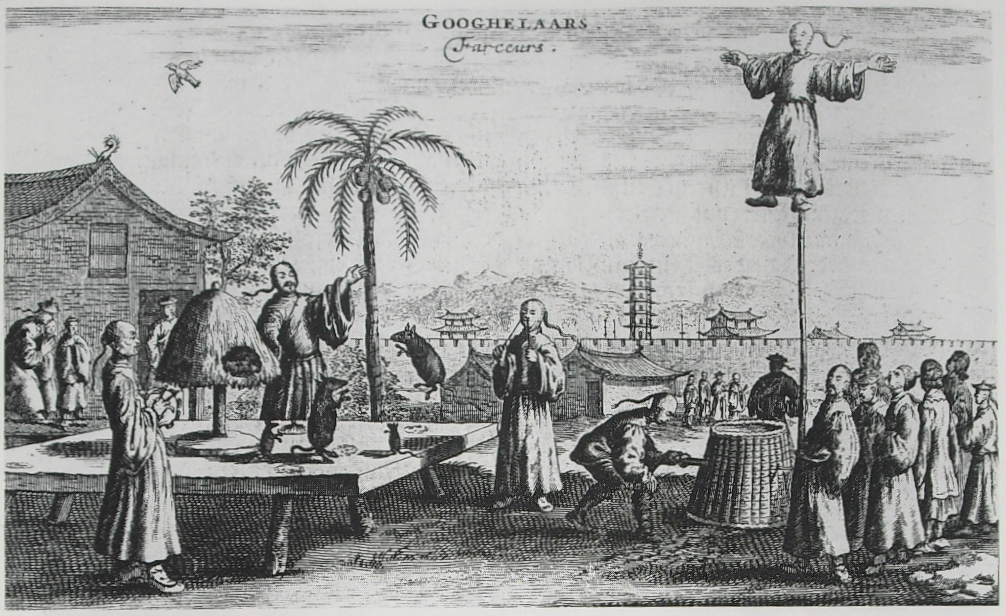
『オランダ東インド会社とタタール人、奴隷、シニシュケーゼ』という書籍の第263ページ、図364に描かれた清国人が雑技をする様子。1666年、アムステルダムにて出版。

雑技（ざつぎ）とは、中国のサーカスとして世界的に知られ、長い歴史と中華民族の特色を持つ公演芸術である。
雑技を主な業務とする組織や会社・団体は、「雑技団（ざつぎだん）」と呼ばれる。

## 語源と漢字表記

### 中国
- 漢文では、「雑技」の代わりに、人偏の「雑伎」と表記することもしばしばある。
- 中国政府の公式サイトに拠ると、中国語では中華風の曲芸や奇術、幻術、魔術、体操、演舞、歌舞など、身体的技術を必要とする全ての「芸」が「雑技」という言葉でまとめられているとされている[1][2]。

### 日本
- 近代以前の日本語では、奈良時代に日本に伝わった様々な中国の芸能も雑技と呼ばれ、それが「散楽」のルーツとなり、日本で独自に発展していた[3][2]。
- 現代の日本語では、雑伎は特に「中国のサーカス」を指すようになった。日本語における「雑技」の定義がいつ変わったのかは、現在でも不明である。

なお、「雑」という漢字は日本の新字体であり、本場の中国では繁体字の「雜技」や簡体字の「杂技」と表記される。本記事では日本の『常用漢字表』に従い、以下すべて「雑技」の表記に統一する。

## 歴史
中国における雑技芸術は、旧石器時代にその起源があり、長い歴史を誇る。
現代の雑技でよく披露される『飛技板』という手技演目は、新石器時代に遡ることができる。ほかにも『飛叉』や『拉弓』、『舞流星』、『馴獣』など、いずれも古代に起源を持つ技がある。
「雑技」という漢字表記自体は、秦代（紀元前221年～紀元前207年）あるいはそれ以前から存在していたとされる。秦代には雑技が体系化されていなかったが、中国の民間では既に『角抵（かくてい）』など、娯楽性の高いショーが盛況を極めていた。『角抵』は、角の飾りをつけた男性たちが戦い、観客に見せる競技である。
前漢（紀元前206年 - 8年）になると、音楽劇や物語の要素が取り入れられ、『百戯（ひゃくぎ）』という言葉が使われるようになり、様々な中華風のパフォーマンスを指すようになった。漢代の雑技には手品やアクロバット、レスリング、音楽、ダンス、武道、馬術、ジャグリングなどが含まれていた。
後漢（25年 - 220年）の学者である張衡は、『西京賦』という作品の中で長安の繁華が描かれ、社会の贅沢な風潮が皮肉られ、数多くの雑技や幻術の演目が記録された。また、『東海黄公（東海の神様の技）』や『魚龍蔓衍（魚と龍の舞い）』、『総会仙倡（仙人たちの合唱）』などの演目が行われ、現代でも見かける技、例えば火を吹いたり、剣を飲み込んだり、高い棒を使ったアクロバットを行う青年たちが登場していた。
時代が進むにつれ、雑技はさらに洗練され、唐代（618年～907年）には、シルクロードを通じて中央アジアから伝わった『散楽』が中華風にアレンジされ、雑技と融合していた。また、外国からの文化を取り入れることで、雑技は中華宮廷での人気は次第に衰え、逆に新しいものを好む民間に広がり、街角で演技を行うパフォーマーが増えていた。
宋代（960年 - 1279年）には、雑技は「瓦子（がし）」という専門の娯楽施設で行われるようになり、瓦子の建築物は赤・白・緑の三色が定番となった。
明代（1368年 - 1644年）には、崑曲や京劇が雑技の技術を取り入れ、雑技は中華祭りの雰囲気を盛り上げる定番となった。
清代（1644年 - 1911年）には、再び宮廷で人気を取り戻し、現在に至るまで続いている。
中華人民共和国の時代（1949年 - 現代）には、雑技は「遊びのためのモノ」から「中国の伝統芸術」として尊重され、各地域に専用の劇場が設立され、数多くの雑技団が結成されました。中には世界的に有名な団体もあり、国内外で満員の観客を集める現象が多く見られている。

## 現状

### 中国の雑技団

#### 中央政府
1990年代に入り、雑技は世界中で広く認知されるようになった。
- 1950年、雑技は中華人民共和国によって現代化され、テーマショーとして再構築され、中国政府による初の雑技団である『雑技王・中国雑技団』が設立された[16][17]。その後、様々な雑技団は中国の体技芸術を代表し、欧州各国を巡演していた。

- 1994年に発表された『金色西南風』という雑技演目は、中国雑技団の技術に新たな改革を加え、世界へ紹介する切っ掛けとなった[11]。また、中国各地の省や市でも政府運営の雑技団が次々と設立され、演目にはサーカスや手品だけでは無く、中国独自の要素も意図的に取り入れたものが多くなった。

現在の中国には、県級以上の専門雑技団が100以上存在し、雑技に携わる人々は1万人を超える。古代とは異なり、現代の中国では女性の雑技役者が力強さと優雅さを兼ね備え、男性がスピード感あふれる動きと華やかな舞台演出を融合させる傾向にある。
有名な会社として、『上海雑技団』、『広州雑技団』、『武漢雑技団』、『重慶雑技団』、 『瀋陽雑技団』、『西安雑技団』などがある。

#### 上海
中国は体操競技の世界的大国であり、上海雑技団のアクロバティックな技は有名である。
雲峰雑技団は2004年に設立され、山東省から選りすぐりの団員を上海に集めて結成された。一台の自転車に12名が乗る自転車技や、フラフープ、タイタニック風の音楽に合わせて舞台や客席上を駆け巡るロープ技など、数々のバイクショーを披露している。

#### 広州

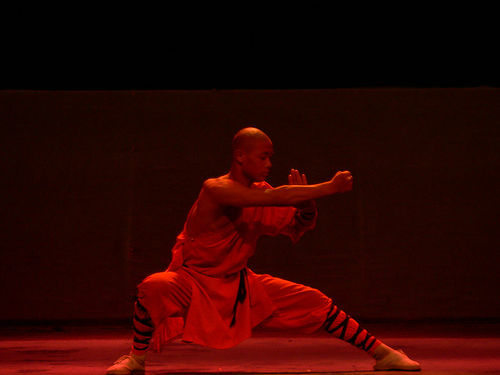
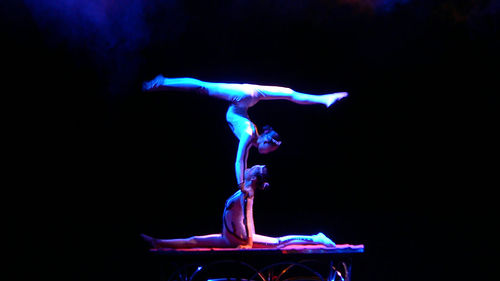
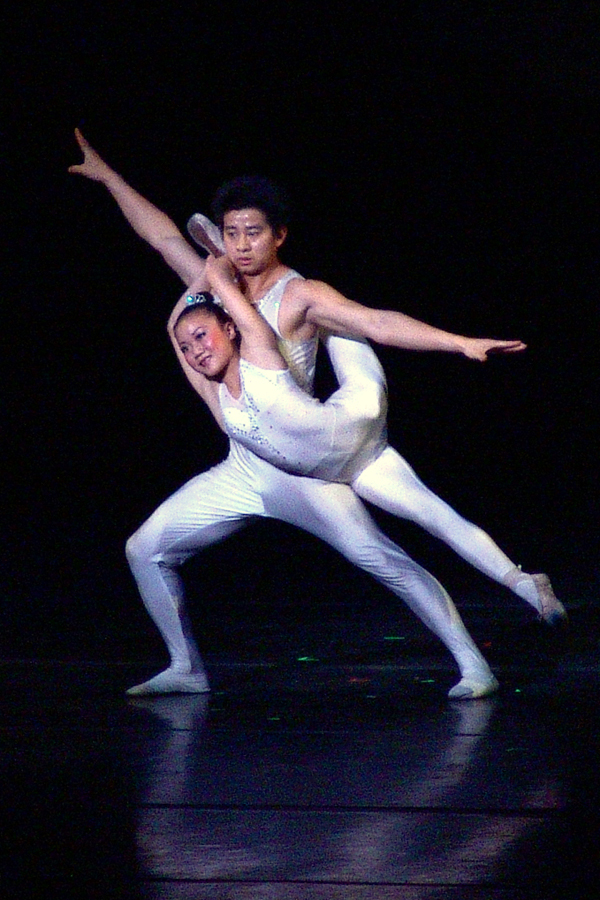
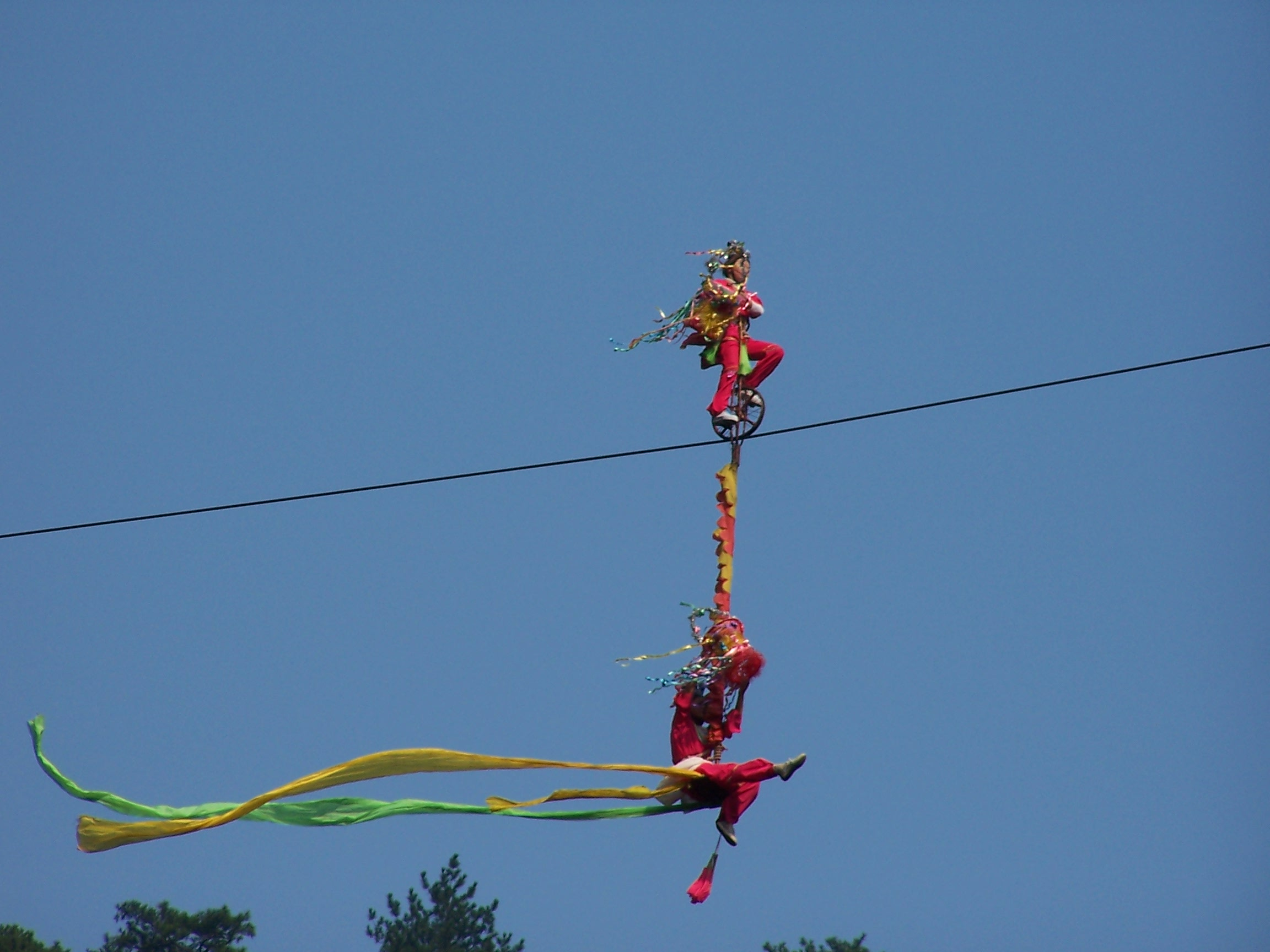

1999年、広州市政府の『広州雑技団』は、中国軍所属の魏葆華と吴正丹夫妻によって、『白鳥の湖』を基にした「雑技バレエ」を制作した。この雑技版の白鳥の湖は、2002年と2004年の『モンテカルロ国際アクロバット大会』で最高賞を受賞し、日本を含む世界各地で巡業している。

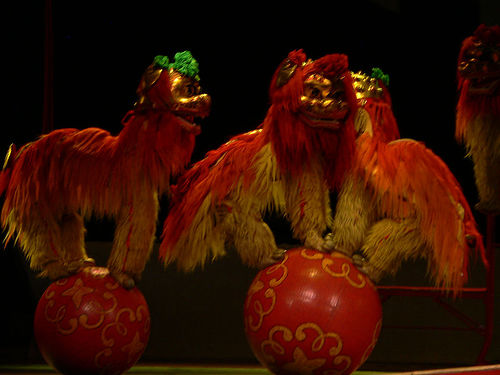
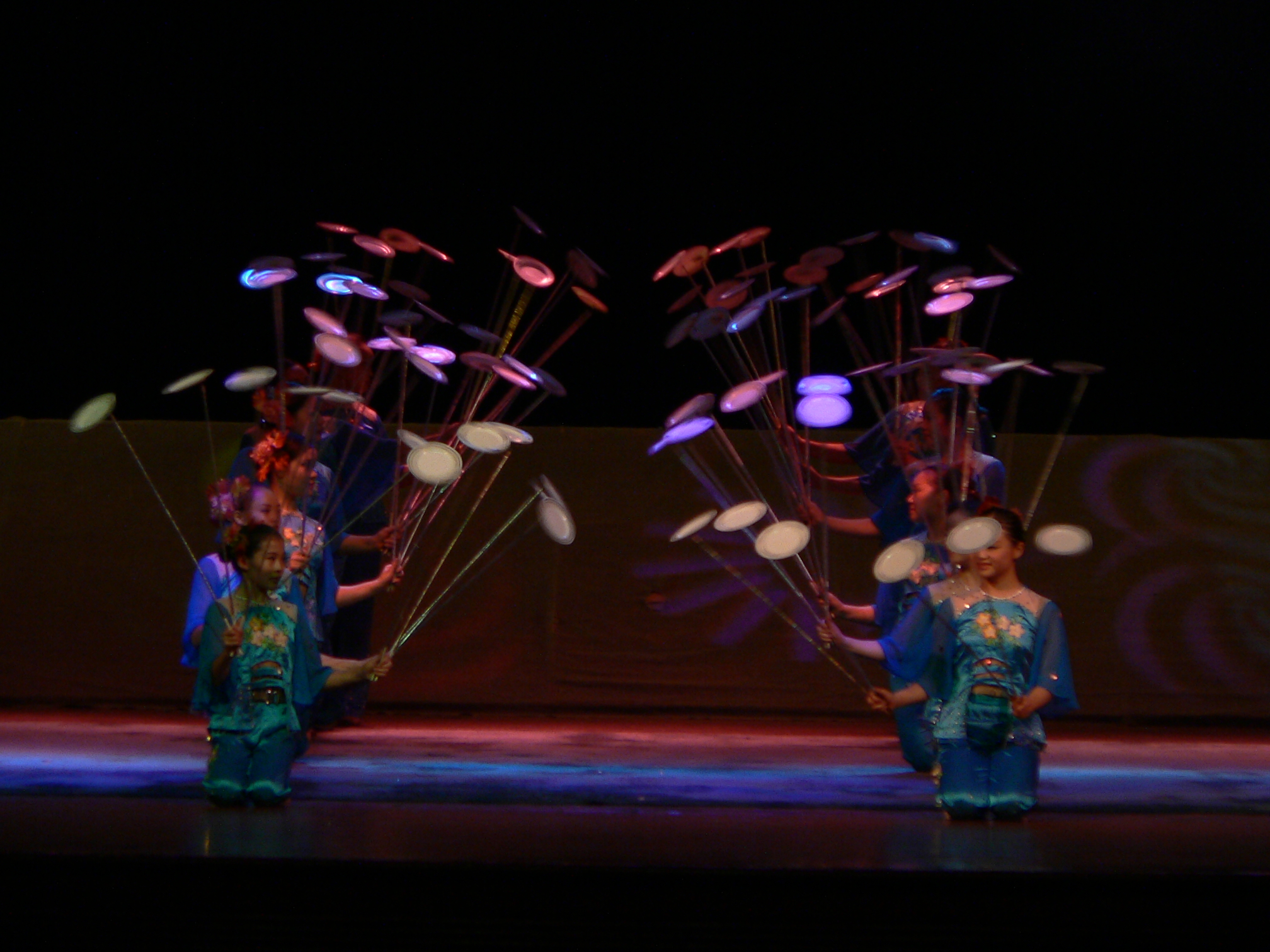
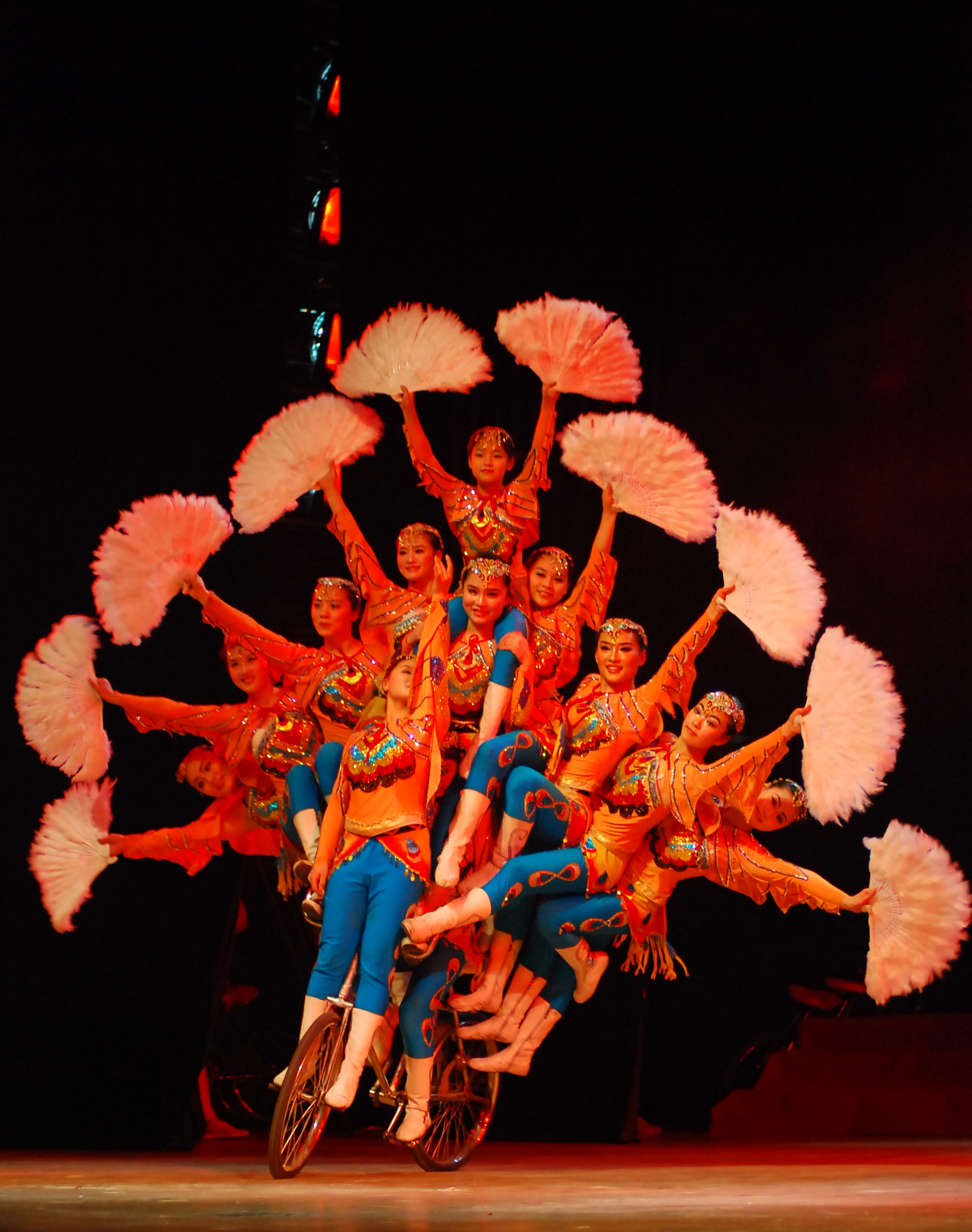
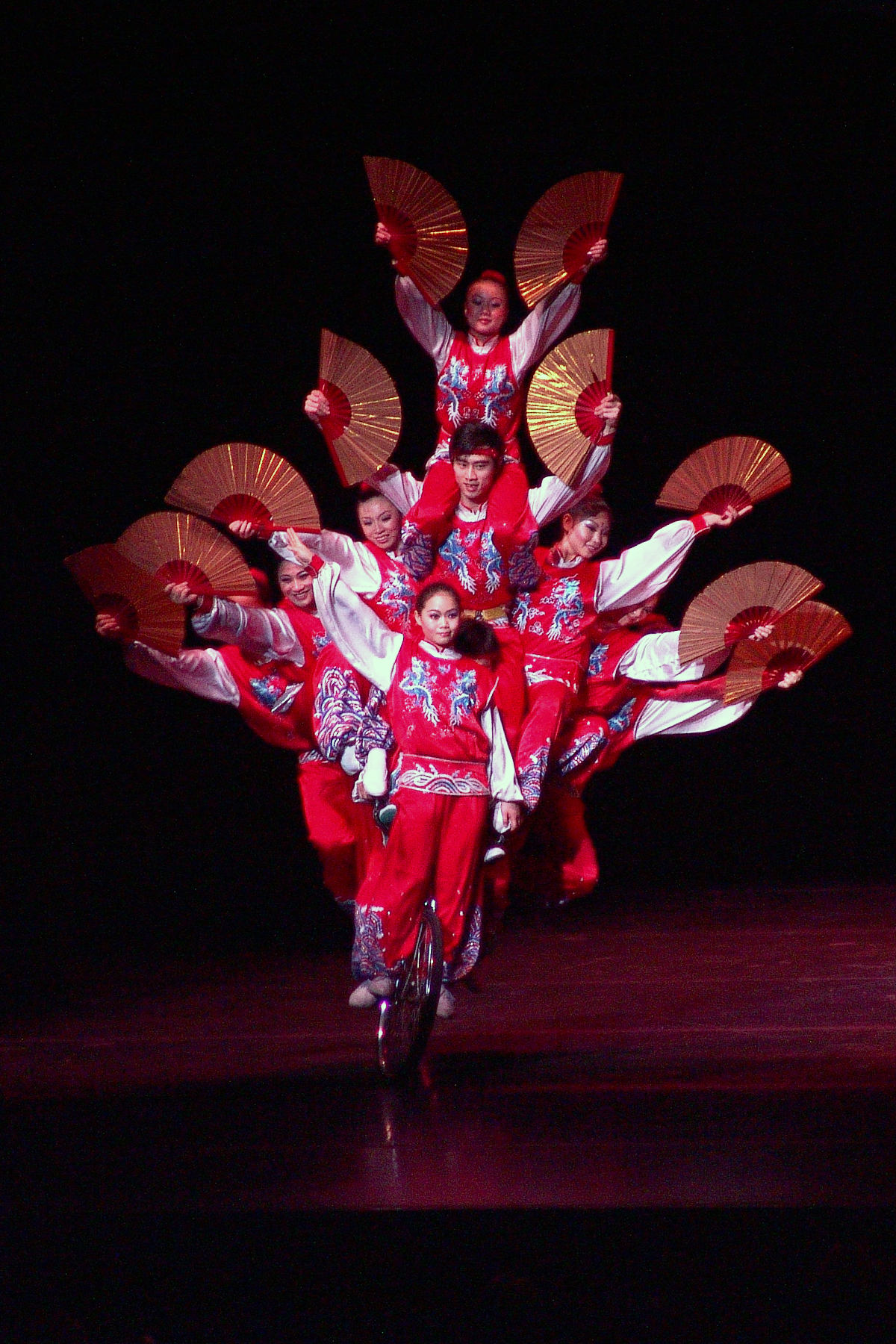
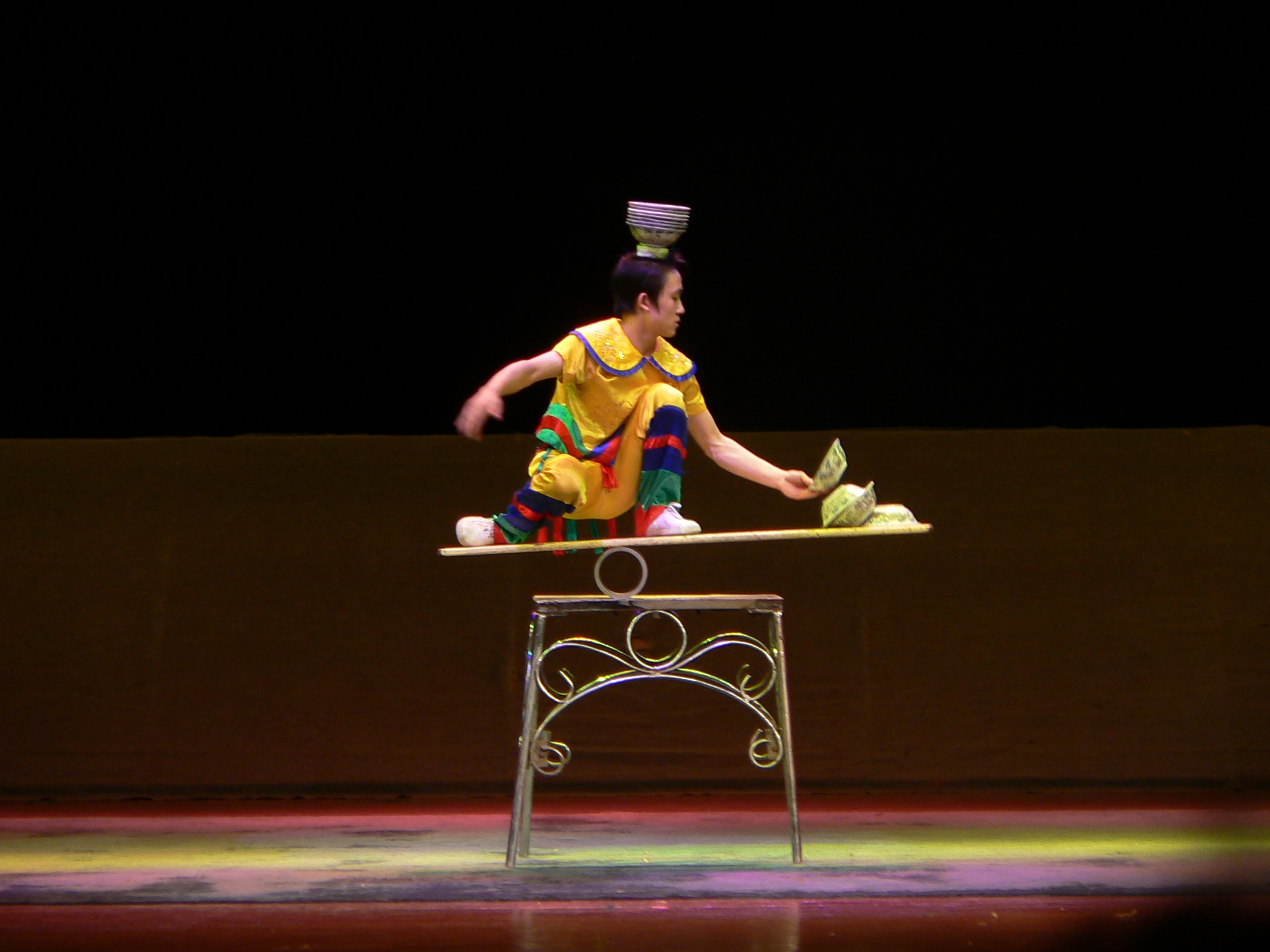

### 日本の雑技団
日本では雑技の公演が多く、雑技団も多く活動しているため、中国以外の国々に比べて雑技を観る機会に恵まれている。また、日本を拠点に活動する雑技団もあり、たとえば『中国大黄河雑技団』は中国各地から選抜・招聘された団員によって編成されている。
奈良県では、平城京や天平祭に関連する文化イベントで「奈良時代の日本」と「隋王朝・唐王朝の中国」との歴史的な関係を背景に、雑技団を招いて演出が行われることがよくある。